# Печера Горама
Печера Горама (англ. Gorham's Cave) — печера в південно-східній частині Гібралтару з боку Середземного моря. Має природне походження, утворена водою 250 тис. років тому. У льодовиковий період при зміні рівня моря знаходилася за 4,5 км від води. Відома як останнє місце, населене неандертальцями.

## Історія дослідження
Відкрита в 1907 р. британським військовим, капітаном А. Горамом (англ. Gorham), на честь якого дістала свою назву. Була картографована в 1943 і 1945 роках. У печері було знайдено рештки знарядь праці давніх людей. Печеру відвідав губернатор, і її було законсервовано для подальших розкопок. У 1948 р. влада Гібралтару звернулася до Британського музею із запитом про проведення досліджень.
Перший етап археологічних розкопок розпочався тільки в 1950 р. і тривав до березня 1951 р. Надалі дослідження печери уривалося через нестачу фінансування. Але в результаті в 1950-ті роки був виявлений горизонт, який тягнувся на 16 м углиб, включав шари античної епохи, неоліту і далі до мустьєрської культури.
У 1989 і в 1997—2005 роках було здійснено комплексне дослідження печери Горама, сусідніх печер, а також морського дна біля печери. Переважно вивчалися шари, які належали до середнього і пізнього палеоліту. Разом із рештками людей і їхніх знарядь праці експертизі піддалися знайдені рештки птахів, раковини молюсків, деревне вугілля тощо. На основі отриманих даних було проведено моделювання місцевості, а також довкілля в період кам'яної доби.

## Результати досліджень

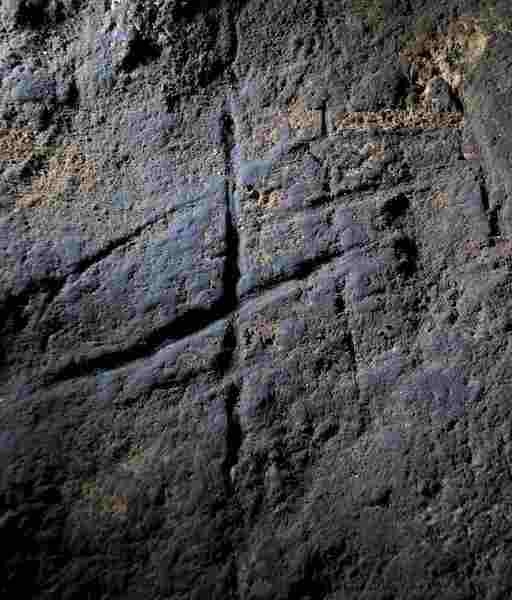
Петрогліфи неандертальського періоду, знайдені в печері. Один з найдревніших зразків мистецтва і перший з відомих зразків мистецтва неандертальців

Умовно археологічний горизонт розділений на 4 великі пласти:
- Верхній шар належить до І тисячоліття до н. е., зосереджений біля входу до печери і приписується фінікійцям. Припускається, що в печері знаходилося місце шанування богині Таніт.
- Другий шар сформований у VI тисячолітті до н. е. прадавніми європейськими землеробами, які, проте, також займалися ловом риби і молюсків.
- Третій і четвертий шари належать солютрейцям і неандертальцям.

Гібралтар — перше місце, де в 1848 р. був знайдений череп жінки-неандертальця, тому знахідка неандертальської стоянки не викликала особливої сенсації. Знахідки 1997—2005 рр. показали, що неандертальці могли жити тут 23360±320 років тому і печера Горама була знана як останнє у світі місце, населене неандертальцями. Проте, 2014 р. учені дійшли висновку, що на Піренейському півострові неандертальці вимерли не пізніше 43 тис. років тому.
Популяції горамських неандертальців як такої не було. Вважають, що вона ніколи не перевищувала 15 осіб. Місцевість навколо печери в ту пору відрізнялася різноманітністю — гори, піщані дюни і болота. Море знаходилося за 4,5 км. Кліматичні умови на території Гібралтара залишалися м'якими, тоді як на іншій території Європи відбувалося значне похолодання, яке досягло максимуму 30 тис. років тому. З цим похолоданням і скороченням лісів зазвичай пов'язують вимирання неандертальців, які споживали переважно м'ясо і могли в силу своїх фізичних особливостей полювати на великих тварин тільки зблизька. У тундрі і в степових районах це було неможливо. Але горамські неандертальці демонстрували хорошу пристосованість до змін. Вони полювали на гірських кіз і оленів, дрібну дичину, вживали рибу, черепах, молюсків і птахів. Той факт, що окрім їстівних видів птахів, було виявлено птахів-хижаків, дозволив сформулювати гіпотезу, що неандертальці ловили їх для накопичення пір'я, яке використали як прикрасу. Вони вміли обробляти камінь, створювали досить складні знаряддя праці.

## Охорона
У 2012 році печеру Горама було занесено до попереднього списку Світової спадщини ЮНЕСКО разом із сусідніми печерами Беннета, Вангард і Хайїна.